# Eliminacje do Pucharu Narodów Afryki 2008/Grupa 7
Eliminacje Pucharu Narodów Afryki 2008 odbywają się między 2 września 2006 a 12 października 2007, czyli o miesiąc dłużej niż zaplanowano. Drużyny zostały przydzielone do 11 grup po 4 drużyny w każdej i 1 grupie z 3 drużynami. Do finałów zakwalifikuje się 12 zwycięzców grup oraz 3 drużyny z 2. miejsc (z grup 2-11). W grupie 7 na bezpośredni awans liczyć mógł jedynie zwycięzca grupy. Drużyna z 2. miejsca awansowałaby, gdyby miała wystarczającą liczbę punktów by być jedną z trzech najlepszych drużyn z 2. miejsc.

## Drużyny
1. Senegal
2. Tanzania
3. Mozambik
4. Burkina Faso

## Tabela
| Drużyna      | Pkt | M | Z | R | P | Br+ | Br- | +/- |
| ------------ | --- | - | - | - | - | --- | --- | --- |
| Senegal      | 11  | 6 | 3 | 2 | 1 | 12  | 3   | +9  |
| Mozambik     | 9   | 6 | 2 | 3 | 1 | 5   | 4   | +1  |
| Tanzania     | 8   | 6 | 2 | 2 | 2 | 4   | 7   | -3  |
| Burkina Faso | 4   | 6 | 1 | 1 | 4 | 5   | 12  | -7  |

Uwagi:
- Senegal awansował do Pucharu Narodów Afryki 2008.

## Wyniki
| 2 września 2006 | Tanzania · Paul Coulibaly 23' (sam) · Mizal Khalfan 65' | 2 - 1 | Burkina Faso · Abdoulaye Cisse 39' | National Stadium, Dar es Salaam |
|                 |                                                         |       |                                    |                                 |

| 2 września 2006 | Senegal · Nando 33' (sam) · Guiranne Ndaw 61' | 2 - 0 | Mozambik | Stade Léopold-Sédar-Senghor, Dakar |
|                 |                                               |       |          |                                    |

| 7 października 2006 | Burkina Faso · Narcisse Yameogo 63' (k) | 1 - 0 | Senegal | Stadion 4 Sierpnia, Wagadugu |
|                     |                                         |       |         |                              |

| 8 października 2006 | Mozambik | 0 - 0 | Tanzania | Estádio da Machava, Maputo |
|                     |          |       |          |                            |

| 24 marca 2007 13:00 CET | Senegal · Mamadou Niang 35' 49' 64' · Diomansy Kamara 46' | 4 - 0 | Tanzania | Stade Léopold-Sédar-Senghor, Dakar |
|                         |                                                           |       |          |                                    |

| 24 marca 2007 20:00 CET | Burkina Faso · Jonathan Pitropa 36' | 1 - 1 | Mozambik · Carlos Simomuro 2' | Stadion 4 Sierpnia, Wagadugu |
|                         |                                     |       |                               |                              |

| 2 czerwca 2007 14:00 CET | Tanzania · Nizal Khalifan 18' | 1 - 1 | Senegal · Demba Ba 75' | CCM Kirumba Stadium, Mwanza |
|                          |                               |       |                        |                             |

| 3 czerwca 2007 15:00 CET | Mozambik · Dário Monteiro 7' · Tico-Tico 42' 48' | 3 - 1 | Burkina Faso · Wilfried Sanou 38' | Estádio da Machava, Maputo |
|                          |                                                  |       |                                   |                            |

| 16 czerwca 2007 20:00 CET | Burkina Faso | 0 - 1 | Tanzania · Henry Joseph 77' | Stadion 4 Sierpnia, Wagadugu |
|                           |              |       |                             |                              |

| 17 czerwca 2007 15:00 CET | Mozambik | 0 - 0 | Senegal | Estádio da Machava, Maputo |
|                           |          |       |         |                            |

| 8 września 2007 18:00 CET | Senegal · Guiranne Ndaw 25' · Kéné Ndoye 50' · Diomansy Kamara 75', 85' · El-Hadji Diouf 90' | 5 - 1 | Burkina Faso · Alain Traoré 35' | Stade Léopold-Sédar-Senghor, Dakar · Sędzia: Djamel Haimoudi ( Algieria) |
|                           |                                                                                              |       |                                 |                                                                          |

| 8 września 2007 18:00 CET | Tanzania | 0 - 1 | Mozambik · Tico-Tico 5' | National Main Stadium, Dar es Salaam · Sędzia: Mohamed Guezzaz ( Maroko) |
|                           |          |       |                         |                                                                          |